# مانو سولو
مانو سولو (بالفرنسية: Mano Solo)‏ (1963 - 2010)، هو مغني وكاتب أغاني وملحن فرنسي.
في عام 1993 أخبر سولو خلال حفلة موسيقية في باريس أنه مصاب بالإيدز. وفي 12 نوفمبر 2009 تم نقله إلى المستشفى بعد حفل موسيقي في باريس. توفي سولو في 10 يناير 2010 عن عمر يناهز 46 عامًا بعد تمدد الأوعية الدموية. دفن في مقبرة بير لاشيز .

## روابط خارجية
- مانو سولو على موقع IMDb (الإنجليزية)
- مانو سولو على موقع ميوزك برينز (الإنجليزية)
- مانو سولو على موقع أول ميوزيك (الإنجليزية)
- مانو سولو على موقع ديسكوغز (الإنجليزية)
- مانو سولو على موقع قاعدة بيانات الفيلم (الإنجليزية)